# Nový Dům
Nový Dům är en ort i Tjeckien.   Den ligger i regionen Mellersta Böhmen, i den centrala delen av landet, 40 km väster om huvudstaden Prag. Nový Dům ligger 409 meter över havet och antalet invånare är 142.
Terrängen runt Nový Dům är platt åt nordväst, men åt sydost är den kuperad. Terrängen runt Nový Dům sluttar söderut.Runt Nový Dům är det glesbefolkat, med 19 invånare per kvadratkilometer. Närmaste större samhälle är Rakovník, 7,2 km väster om Nový Dům. I omgivningarna runt Nový Dům växer i huvudsak blandskog.